# Pablo Emiro Salas Anteliz
Pablo Emiro Salas Anteliz (Valledupar, 9 de junio de 1957) es un arzobispo católico, científico de la religión, filósofo y teólogo colombiano.
Ordenado sacerdote en 1984, en 2007 fue nombrado obispo de El Espinal y en 2014 pasó a ser obispo de Armenia.
El 14 de noviembre de 2017, el papa Francisco lo nombró arzobispo Metropolitano de Barranquilla en sucesión de Jairo Jaramillo Monsalve, quien había presentado su renuncia por motivos de edad.

## Primeros años y formación
Nació el 9 de junio de 1957 en Valledupar, departamento de Cesar. Sus padres son Melquíades y Edilia. Estudió primaria en la Concentración Escolar Santo Domingo y después secundaria y bachillerato en el Colegio Nacional Loperena, ambas instituciones educativas situadas en su ciudad natal.
Luego decidió ingresar en el Seminario Mayor Arquidiocesano de Bucaramanga, en el cual realizó un ciclo de Filosofía y otro de Teología. En cuanto terminó dichos ciclos, el 2 de diciembre de 1984 fue ordenado sacerdote por el entonces obispo de Valledupar "Monseñor" José Agustín Valbuena Jáuregui.
Más tarde quiso continuar con sus estudios superiores. En 1989 se licenció en Filosofía y Ciencias de la religión por la Universidad Santo Tomás de Colombia en Bogotá, luego se trasladó a la ciudad de Roma (Italia) donde en 1995 se licenció en Teología dogmática por la Pontificia Universidad Gregoriana y en 1996 se licenció en Teología espiritual por la Pontificia Facultad Teológica Teresianum.

## Ministerio sacerdotal
Ha ejercido numerosos cargos pastorales en su diócesis natal. Desde 1984 hasta 2007 fue párroco de la iglesia San Francisco de Asís de la Paz y capellán de la Escuela Normal Superior María Inmaculada en el municipio de Manaure, fue Delegado Episcopal de Pastoral Vocacional, durante dos ocasiones fue párroco de la parroquia La Inmaculada Concepción, Canciller y Rector de la Catedral Diocesana de Nuestra Señora del Rosario, profesor de Teología dogmática en el Seminario Juan Pablo II y vicario de la pastoral.

## Episcopado
El 24 de octubre de 2007 el Papa Benedicto XVI lo nombró obispo de la diócesis de El Espinal. Recibió la consagración episcopal el 2 de diciembre de ese mismo año, a manos del obispo de Valledupar Oscar José Vélez Isaza CMF. Como co-consagrantes tuvo al Emérito de Valledupar José Agustín Valbuena Jáuregui y al entonces obispo de Palmira Abraham Escudero Montoya.
Tomó posesión oficial de esta sede el 15 de diciembre, durante una eucaristía especial que tuvo lugar en la catedral de Nuestra Señora del Rosario.
Posteriormente, el 18 de agosto de 2014, el Papa Francisco lo nombró obispo de la diócesis de Armenia.
Tras la renuncia por motivos de edad de Jairo Jaramillo Monsalve, en su sucesión el Papa Francisco lo nombró arzobispo Metropolitano de la arquidiócesis de Barranquilla.